# Рахимов, Махмуд (футболист)
Махмуд Рахимов (узб. Mahmud Rahimov; 1 июня, 1955, Узбекская ССР, СССР — 24 декабря, 1999, Самарканд, Узбекистан) — советский и узбекский футболист и тренер.

## Биография и карьера
Учился в Ташкентском Государственном институте физкультуры. Играл за команды участвующие во второй лиге чемпионата СССР.
В 1995 году был назначен начальником команды «Дустлик» из Ташкентской области, а через год стал главным тренером клуба.
В 1999 году был назначен главным тренером самаркандского «Динамо». В том же году возглавил национальную сборную Узбекистана. Под его руководством сборная Узбекистана успешно выступила в отборочном раунде Кубка Азии 2000, оставив позади сильную в те годы сборную ОАЭ.
Махмуд Рахимов трагически погиб в автокатастрофе вблизи Самарканда. После смерти Рахимова, сборную Узбекистана возглавил Юрий Саркисян, во главе которого сборная Узбекистана потерпела неудачу в Кубке Азии 2000 и заняла последнее место в своей группе.
Посмертно признан лучшим тренером 1999 года в Азии. В Ташкентской области ежегодно проводится турнир памяти Махмуда Рахимова среди юных футболистов.

## Достижения
- Лучший тренер года в АФК: 1999